# Badlands (1973.)
Badlands (hrv. Pustara) je film ceste Terrencea Malicka iz 1973. godine. 
Kit Carruthers, neuspješni 25-godišnjak zaposlen kao smetlar, upušta se u ljubavnu vezu s deset godina mlađom Holly.  Kako se njezin otac protivi njihovu druženju, Kit ga ubije i s djevojkom bježi iz grada.  Na besciljnom putovanju američkom provincijom počini još ubojstava.  Radnja je ispričana od strane Holly čiji je subjektivni i romantični pogled na zbivanja često u neskladu sa stvarnošću.
Priča je dijelom inspirirana stvarnim slučajem Charlesa Starkweathera i Caril Ann Fugate, mladog para koji je krajem pedesetih počinio niz ubojstava i potresao američku javnost.  Badlands je naziv za neplodan i teško prohodan tip zemljišta oblikovanog jakim erozivnim djelovanjem vode i vjetra.
To je prvi dugometražni film koji je Malick režirao.  Sniman je od svibnja do srpnja 1973. godine s budžetom od 450.000 dolara.  Kritičari su ga hvalili, a kao značajno djelo pohranjen je u američkom Nacionalnom filmskom registru.  Glavni glumac, Martin Sheen, u intervjuima je navodio ovu ulogu kao najdražu u karijeri. Sissy Spacek, koja igra glavnu žensku ulogu, na snimanju je upoznala svojeg budućeg muža, Jacka Fiska, scenografa i stalnog Malickova suradnika.

## Radnja
Kit je siromašan mladić zaposlen kao smetlar u gradiću u Južnoj Dakoti.  Jednog dana, nakon posla, sreće na ulici srednjoškolku Holly s kojom započne razgovor.  Ona živi s ocem, slikarom reklama koji ju je sam odgojio nakon teško prežaljene smrti svoje supruge.  Kako je i Holly osamljena, počne se družiti s Kitom;  svidi joj privlačan mladić ponešto neobičnog ponašanja i upuštaju se u ljubavnu vezu koju skrivaju od oca znajući da je nikada ne bi odobrio.
Otac uskoro sazna i to ga razbjesni.  Za kaznu upuca kćerinog psa i natjera je da ide na dodatne sate u glazbenoj školi.  Kit pokuša umoliti od njega dopuštenje za vezu objašnjavajući da mu je Holly prva djevojka i da mu mnogo znači, ali otac ne želi da mu se kći viđa sa starijim propalitetom.  Nakon toga Kit odluči povesti Holly sa sobom;  ubije oca, zajedno spale kuću i automobilom odlaze na put bez jasnog cilja.
Neko vrijeme žive u divljini gdje se Kit dobro snalazi.  Kada u njihovu nastambu dođu trojica naoružanih muškaraca Kit ih hladno ubija objašnjavajući da se radi o lovcima na glave koji bi isto učinili njima.  Odlaze kod njegovog starog prijatelja, no i to završava krvavo: sumnjičavi Kit puca i u njega i u mladi par koji je slučajno naišao.  Radi namirnica opljačkaju bogatašku kuću, ali ukućane poštede.  Holly pasivno sudjeluje u svemu;  iako često i ne odobrava Kitovo ponašanje, nikada mu se ne suprotstavlja.
Kako su se njihovi zločini pročuli, stanovnici okolnih mjesta poduzeli su mjere opreza, a za mladim parom krenula je i potjera.  Svjesni toga, klone se naselja i odlutaju u pustoš Montane.  Život u takvim uvjetima dosadi djevojci i njezina ljubav prema Kitu nestaje, postaje joj jasno da s njim nema budućnosti.  Kada ih sustigne policija, ona mu daje do znanja da ne želi dalje ići s njim i razočarani mladić bježi sam.
Uskoro i njemu dosadi bježati te mirno dopušta da ga uhvate.  Pri tome se pravi važan pred policajcima i čak uspijeva osvojiti njihove simpatije.  Opušten je i sudbina ga ne brine.  Da bi omogućio bolji život djevojci, preuzima na sebe svu krivnju i dobiva smrtnu kaznu. Ona dobiva samo uvjetnu, a kasnije se uda za sina odvjetnika koji ju je branio.

## Vanjske poveznice
- Badlands u internetskoj bazi filmova IMDb-a